# Cartagena del Chairá
Cartagena del Chairá ist eine Gemeinde (municipio) im kolumbianischen Departamento Caquetá.

## Geographie
Cartagena del Chairá liegt am Río Caguán in Caquetá. Die Gemeinde grenzt im Norden an Puerto Rico, El Doncello und El Paujil, im Nordosten an San Vicente del Caguán, im Süden, Südosten und Südwesten an Solano und im Nordwesten an La Montañita.

## Bevölkerung
Die Gemeinde Cartagena del Chairá hat 35.473 Einwohner, von denen 13.278 im städtischen Teil (cabecera municipal) der Gemeinde leben (Stand: 2019).

## Geschichte
Cartagena del Chairá wurde 1966 gegründet. Seit 1985 hat Cartagena del Chairá den Status einer Gemeinde. Der Name bezieht sich zum einen auf die kolumbianische Großstadt Cartagena de Indias, da die Landschaft in der Region teilweise Ähnlichkeiten mit der Festung San Felipe aufweist. Das Wort Chairá stammt aus der Sprache der Uitoto und bedeutet Tigerhöhle. Die Ursprünge der nicht-indigenen Besiedlung der Region gehen auf den Kautschuk-Boom ab 1890 zurück. Verschiedene multinationale Firmen wie u. a. Shell führten in der ersten Hälfte des 20. Jahrhunderts Probebohrungen auf der Suche nach Erdöl in der Region durch, verließen die Region aber wieder, ohne fündig geworden zu sein. Ab Ende der 1970er Jahre entwickelten sich illegale Koka-Anbau und -Verarbeitung zu einem Boom in der Gemeinde, der aber nicht zu einem dauerhaften Reichtum der ansässigen Landwirte führte.

## Söhne und Töchter der Gemeinde
- Ricardo González (* 1947), Schwimmer
- Alfonso Pérez (* 1949), Boxer
- Calixto Pérez (* 1949), Boxer
- Eduardo Barragán (* 1951), Boxer
- Clemente Rojas (* 1952), Boxer
- Daniel Reyes (* 1972), Boxer